# Poços de armazenamento pré-históricos
Os poços de armazenamento são cistas subterrâneas que foram utilizados historicamente para proteger as sementes para as culturas do ano seguinte, e para impedir que alimentos excedentes fossem comidos por insetos e roedores. Esses poços subterrâneos às vezes eram forrados e cobertos, por exemplo, com lajes de pedra e casca e firmemente selados com adobe.

## Exemplos
O Sítio Sannai-Maruyama em Aomori, Prefeitura de Aomori, Japão, contém poços de armazenamento que foram utilizados quando caçadores-coletores evoluíram de um estilo de vida nômade para aldeias estabelecidas por volta de 3.900 a.C a 2.900 a.C. Grandes fossos de armazenamento foram construídos no subsolo para esconder sua presença, um método preferido utilizado por populações móveis em várias partes do mundo.